# Ulric Van den Bogaerde
Ulric Van den Bogaerde (* 14. Juni 1892 in Perry Barr, Birmingham; † 5. November 1972 in Lewes, Sussex) war erster Art Editor der The Times (London) und ein britischer Pionier des Fotojournalismus.

## Leben

### Familie
Ulric Van den Bogaerdes Vater war der aus Ingelmunster in Belgien stammende Orchideenjäger Aimé Van den Bogaerde, der 1899 per Schiff nach Kolumbien aufbrach und seine Frau Grace und seinen einzigen Sohn Ulric in Birmingham zurückließ. Die Mutter Ulrics starb 1917 in dem Glauben, dass Aimé in Südamerika ums Leben gekommen sei. Ulric hörte erst 1931 wieder von seinem Vater, der zwischenzeitlich nach England zurückgekehrt war. Er mied den Kontakt mit dem Vater, der nach seiner Rückkehr als Maler arbeitete und 1938 starb.
1919 heiratete Ulric Van den Bogaerde die Schauspielerin Margaret Niven, Tochter des schottischen Malers und Schauspielers Forrest Niven. Sie bekamen drei Kinder. Der älteste Sohn war der bekannte britische Schauspieler und Schriftsteller Dirk Bogarde. Auch Ulrics jüngerer Sohn Gareth ist Schauspieler. Gareth ist der Großvater der Sängerin Birdy.
1972 starb Ulric Van den Bogaerde im Alter von 80 Jahren.

### Werdegang und berufliches Wirken
Ab 1912 war Ulric Van den Bogaerde für die Londoner Times tätig und arbeitete dort, bis er 1957 in den Ruhestand ging. Schon bald nach seinem Arbeitsantritt bei der Times begann er als damals Zwanzigjähriger mit eigenen Schwarz-Weiß-Zeichnungen das Erscheinungsbild der Zeitung zu erweitern und wurde daraufhin als Illustrator für spezielle Ausgaben eingesetzt. Bis dahin hatten sich die Illustrationen in der Times auf Anzeigen beschränkt. Van den Bogaerde nutzte seine Zeichnungen nun auch für die Gestaltung der redaktionellen Inhalte.
1914 war er für Layout und Illustration der The Times History of the War verantwortlich. Im gleichen Jahr wurde er der erste Fotograf der Londoner Times. Da The Times bis zu diesem Zeitpunkt keinen Fotografen hatte, reiste Van den Bogaerde selbst an die Nordseeküste, um die von ihm benötigten Aufnahmen der Kriegsschäden zu machen.
Die berufliche Laufbahn Van den Bogaerdes wurde unterbrochen, als er während des ersten Weltkriegs in Frankreich und Italien bei der Royal Field Artillery eingesetzt wurde, zuletzt als Lieutenant der britischen Armee. Die Zeit vor dem Militärdienst nutzte er, um in Frankreich und Italien als einziger Fotograf der Zeitung, Fotos für die Times zu schießen. Außerdem illustrierte er von 1914 bis 1918 auch einige russische Zeitungsbeilagen, die The Times von 1914 bis 1918 veröffentlichte.
1922 wurde er der erste Kunstredakteur (art editor) der Times und leitete bis 1957 die entsprechende Abteilung (art department), die schnell expandierte. Der damalige Verleger der The Times Alfred Harmsworth, 1. Viscount Northcliffe initiierte persönlich, dass Ulric Van de Bogaerde ab 1922 in allen sechs täglichen Ausgaben der Woche sowie der wöchentlichen Extraausgabe eine volle Fotoseite bekam. Diese Bildseite, die als „the pretty page“ bekannt war, zeigte das Alltagsleben in Großbritannien.
Während des Zweiten Weltkriegs setzte sich Van den Bogaerdes dafür ein, das Kriegsgeschehen für die Leser in hochwertigen Bildern zu dokumentieren. Dabei musste The Times allerdings insbesondere zu Beginn des Krieges häufig auf teuer eingekaufte Fotoserien, nicht selten ursprünglich von deutschen Fotografen, zurückgreifen. Im April 1940 veröffentlichte The Times einen offenen Brief Van den Bogaerdes, in dem er beklagte, dass Großbritannien nur wenig offizielle Fotos des Kriegsgeschehens herausgebe, während Nazideutschland entsprechende Bilder hoher Qualität gezielt einsetze, und dass sich die deutschen Fotos mangels britischer Alternativen verbreiteten. Er stellte die Frage, ob sich die britischen Behörden des Einflusses der Fotografie zu wenig bewusst sein und forderte, dass sie britischen Fotografen ermöglichen sollten, das Kriegsgeschehen durch Fotos gleicher Anzahl und Qualität offiziell zu dokumentieren. Er sprach dabei als Vorsitzender eine Ausschusses von Fotojournalisten ein Anliegen der gesamten Fleet Street an. Im späteren Kriegsverlauf organisierte er in dieser Funktion einen Pool, über den Pressebilder z.B. des D-Day ausgetauscht wurden.
Ulric Van den Bogaerde war während seiner Zeit bei der Times maßgeblich an der Entwicklung neuer Methoden in der Zeitungsfotografie beteiligt. Er probierte viel aus, um Fortschritte in der grafischen Darstellung der Illustrationen und der Reproduktion von Fotografien zu erzielen. So experimentierte er mit Unterstützung des Verlegers z.B. im Bereich der Halbton- und Heliogravurverfahren. 1923 gelang es auf seine Initiative in Zusammenarbeit mit Technikern eine Methode zu entwickeln, mit der im Theater bei normaler Bühnenbeleuchtung die Aufnahme scharfer Fotografien möglich war. Am 10. Dezember 1931 war die Times die erste Zeitung Großbritanniens, die auf Betreiben Ulric Van den Bogaerdes Farbfotos in einer Zeitung veröffentlichte. Die Bilder erschienen an diesem Tag auf acht Bildseiten in The Times Weekly Edition, später gab es zumeist wöchentlich einige Farbbilder auf der Bildseite der Samstagsausgabe, z.B. von den South Downs. Die Times-Journalistin Joanna Pitman nennt Van der Bogaerde „the visionary art editor who changed journalism for ever“.

### Private Malerei
Im privaten Rahmen beschäftigte sich Ulric Van den Bogaerde zeitlebens mit der Malerei und malte selbst.